# Miss Slovenia

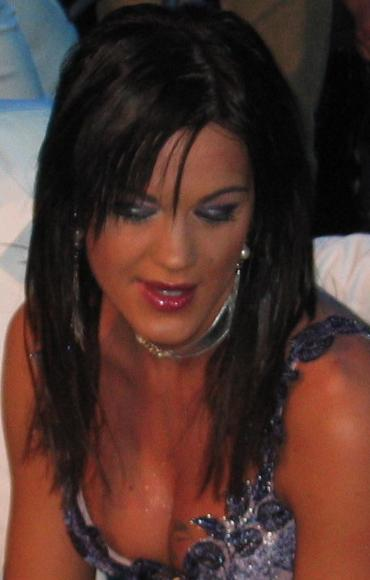
Rebeka Dremelj, Miss Slovenia 2001.

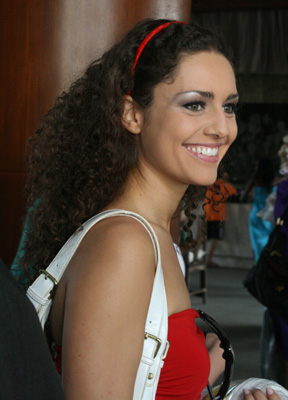
Tadeja Ternar, Miss Slovenia 2007.

Miss Slovenia (Miss Slovenije) è un concorso di bellezza femminile per le donne non sposate della Slovenia. Il concorso si tiene annualmente sin dal 1990 e dà alle sue vincitrici la possibilità di rappresentare il proprio paese a Miss Mondo.
Parallelamente a Miss Slovenia, dal 2001 si tiene anche un altro concorso di bellezza intitolato Miss Universo Slovenia, da cui viene selezionata la rappresentante della Slovenia per Miss Universo.
Iris Mulej è stata l'unica concorrente ad aver vinto entrambi i titoli: nel 2002 Miss Universo Slovenia e nel 2006 Miss Slovenia.

## Albo d'oro

### Miss Slovenia
| Anno | Vincitrice        |
| ---- | ----------------- |
| 1990 | Vesna Musić       |
| 1991 | Teja Skarza       |
| 1992 | Nataša Abram      |
| 1993 | Metka Albreht     |
| 1994 | Janja Zupan       |
| 1995 | Teja Boškin       |
| 1996 | Alenka Vindiš     |
| 1997 | Maja Šimec        |
| 1998 | Miša Novak        |
| 1999 | Neda Gačnik       |
| 2000 | Maša Merc         |
| 2001 | Rebeka Dremelj    |
| 2002 | Nataša Krajnc     |
| 2003 | Tina Zajc         |
| 2004 | Živa Vadnov       |
| 2005 | Sanja Grohar      |
| 2006 | Iris Mulej        |
| 2007 | Tadeja Ternar     |
| 2009 | Tina Petelin      |
| 2010 | Sandra Adam       |
| 2011 | Lana Mahnič Jekoš |
| 2012 | Nives Orešnik     |
| 2013 | Maja Cotič        |

## Miss Universo Slovenia
| Anno | Vincitrice       |
| ---- | ---------------- |
| 2001 | Minka Alagič     |
| 2002 | Iris Mulej       |
| 2003 | Polona Baš       |
| 2007 | Tjaša Kokalj     |
| 2008 | Anamarija Avbelj |
| 2009 | Mirela Korač     |
| 2011 | Ema Jagodic      |